# Colmillo
Un colmillo es un diente excepcionalmente largo de ciertos mamíferos que sobresale cuando la boca está cerrada. Usados para defenderse más que para atacar, los colmillos, que una vez fueron dientes normales, se han desarrollado a través de procesos adaptativos-evolutivos, convirtiéndose en una seña de identidad para los animales que los poseen.

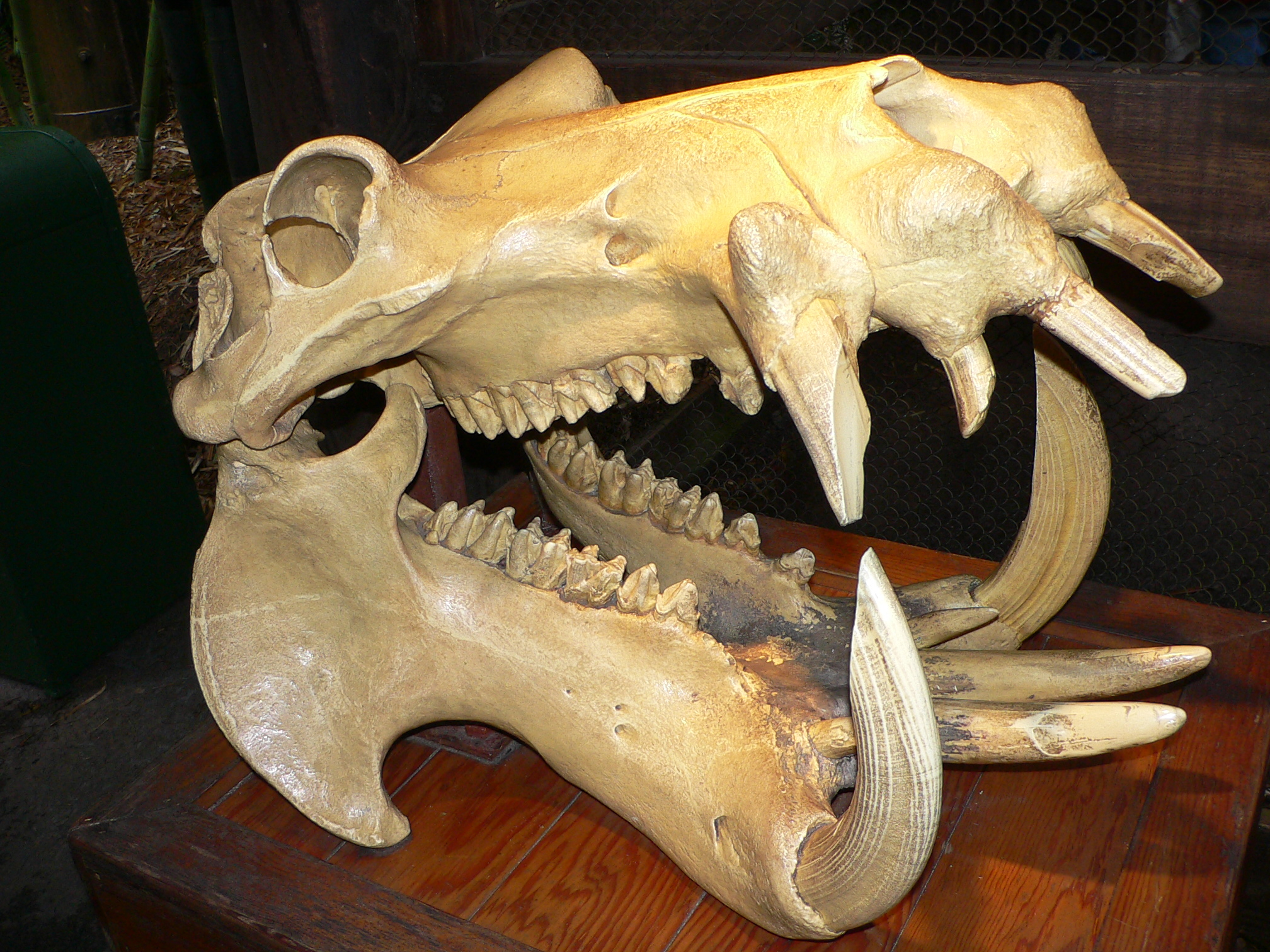
Cráneo de un hipopótamo, en el que se aprecian sus grandes colmillos.

Algunos ejemplos de mamíferos vivientes con colmillos son el elefante, el jabalí, el hipopótamo, la morsa y el narval, y entre los mamíferos extintos se encuentran los dicinodontos, que desarrollaron los primeros colmillos, el mamut y el tigre dientes de sable.
Los dientes que con el tiempo se han convertido en colmillos no son los mismos en todas las especies de animales: en el elefante se trata de dos incisivos superiores, en el jabalí son los caninos inferiores, que son más desarrollados en los machos adultos, en el hipopótamo, por último, son los caninos superiores.
Los colmillos se emplean para producir marfil, que se usa en decoración y en joyería, y antiguamente se utilizaban también para elaborar otros artículos, como teclas de piano. Puesto que los animales con colmillos están en peligro de extinción (especialmente el elefante africano), el comercio con el marfil está totalmente prohibido por la Convención sobre el Comercio Internacional de Especies Amenazadas de Fauna y Flora Silvestres (CITES) de las Naciones Unidas.